# Woodsboro (Maryland)
Pour les articles homonymes, voir Woodsboro.
Woodsboro est une ville du comté de Frederick (Maryland), au nord-est des États-Unis. La commune compte 1 141 habitants en 2010. 